# Мистецтво Данії
Мистецтво Данії — культурні й мистецькі практики данського народу. Культура Данії розвивалася на основі місцевих народних традицій і зазнала впливу інших європейських країн. Вплив народних традицій помітний у кустарних виробах (наприклад, у текстильних, срібних і керамічних), а також у музиці й танцях, а ще вони відображені в казках Ганса Крістіана Андерсена.
Європейський вплив помітний у тенденціях атональної музики і джазу, абстрактного живопису, сучасної скульптури і реалістичної літератури. Мотиви народної музики майстерно впліталися у деякі твори сучасних композиторів, а декоративні елементи сільських церков Данії повторюються в оздобленні монументальної церкви Грундтвіга у Копенгагені. Цю церкву, яка носить ім'я видатного дауського просвітника і церковного реформатора, було збудовано в 1921—1940 рр. Європейський вплив можна помітити також в архітектурі сучасних висотних будинків, багатоквартирних і приватних будинків.

### Мова та література
Данська мова належить до північної підгрупи германських мов та має значне споріднення з іншими мовами скандинавських країн. Серед уславлених данських письменників не можна не згадати Ганса Христиана Андерсена, чиї казки були перекладені на рекордну кількість мов (не рахуючи Біблії), теолога та філософа Серена К`єркегора, предвісника сучасного екзістенціалізму, Карен Бліксен, з-під пера якої вишли книги "З Африки" та "Пир Бабетти".
Данія подарувала світу безліч талановитих людей. Серед них добрий казкар Ганс Крістіан Андерсен, в будь-якій з казок якого можна з легкістю відшукати яскраві ілюстрації життя полікультурного простору Данії, письменники Серен К'єркегор, Мартін Андерсен-Нексе, Генрік Понтоппидан. Особливе місце займає творчість поета-філософа Піта Хайна. Нові форми в сучасній данською поезії затверджені Томом Крістенсеном, Паулем ла Куром і Нісом Петерсеном.
Величезний внесок у культурну спадщину Данії внесли і драматурги, які в своїх творах торкнулися насущні проблеми суспільного життя середини ХХ століття. П'єси Кая Мунка, К'єлль Абелл і Карла Сойя, що розкривають внутрішній світ людини і її ставлення до суспільства, ставилися в театрах багатьох країн світу.

### Архітектура
Відомо Данське королівство і своїми архітекторами. Кращі зразки сучасної архітектури створили Кай Фіскер, Хак Кампман, Оге Рафн, Арне Якобсен, К.Ф. Меллер і Поль Бауман. Вони брали участь у створенні проекту будівлі університету в Орхусі і поліцейського управління в Копенгагені, резиденції Данської радіомовної компанії і ряду приватних багатоквартирних будинків. Велика заслуга Єргена Бо і Вільгельма Волерта, творців комплексу музею сучасного мистецтва Луїзіана (в Хумлебеці біля Хельсінгера), і Єрна Утсона, автора проекту будівлі оперного театру в австралійському Сіднеї.
У скульптурі твори Адама Фішера, Герхарда Хенінга, Кая Нільсена відображають абстрактні і модерністські тенденції, дуже далекі від романтичних традицій Бертеля Торвальдсена та інших данських майстрів початку XIX століття.
Столиця Данії відома своїми численними шпилями, вежами і дзвіницями.
Серед визначних пам'яток можна виділити палацовий комплекс Амалієнборг (XVIII ст. ). Чотири однакових будівлі розташовані одна навпроти другої на восьмикутній площі, в центрі якої височить витончений пам'ятник Федеріку V. Неподалік знаходиться знаменитий Мармуровий собор. Його купол діаметром 30 м дуже схожий на купол собору Святого Петра в Римі. Найбільша міська площа - Конгенс-Нюторв (Нова Королівська). Тут розташовано багато визначних пам'яток. Наприклад, Академія мистецтв з виставковими залами, розміщена в колишній королівській резиденції Шарлоттенборг; Королівський театр, заснований у 1722 р.
Парламент Данії засідає у палаці Крістіансборг (XVIII ст. ). Поряд розміщені Національна бібліотека, королівський музей Арсенал з колекціями старовинного одягу, карет і вогнепальної зброї. Поблизу каналу Нюхавн розташовані Національний музей і художня галерея Гліпотека. Центром Копенгагена вважається Ратушна площа.
До прикладів сучасної архітектури можна віднести будівлі Б’ярке Інгельса 8 Tallet, VM HUSENE та Det Maritime Ungdomshus.

### Живопис
Перша половина XIX століття - «золотий вік» данського живопису. Реалістичні портрети, пейзажі, види міст і жанрові композиції залишені в дар нащадкам плеядою талановитих майстрів (таких, як К.В.Еккерсберг, К.Кебке, Й.Т.Лундбю).
В кінці століття набула популярності група художників, що працювали в районі коси Скаген, на крайній півночі Данії. Зображуючи природу і людей цього краю, використовуючи багатство колірної палітри, творці віддавали перевагу світлим тонам. Слідом за французькими імпресіоністами, вони прагнули пізнати гармонію людського буття і передати поетичне сприйняття світу.
Модерністське і абстрактне мистецтво отримало свій розвиток в 1920-1930-і роки. В цей же час творили майстри з об'єднання «Корнер»: В.Брокдорф, К.Бовін, О.Кільберг, Е.Карлінскі, Н.Лергор, Е.Сюберг, Х.Шерфіг. І хоча прославили членів об'єднання чудові пейзажі рідного краю, помітне місце в їхній творчості займав портретний живопис.
Особливих успіхів художники Данського королівства домоглися в графіці й прикладному мистецтві, особливо в розписі кераміки.

### Кіно
У міжнародному культурному житті найвідомішим режисером став Карл Дреєр (1889-1968), який є автором численних фільмів, включаючи шедевр 1928 року "Пристрасть Жанни Д'Арк", яка мала успіх через багату відеотекстуру та новаторське використання переднього плану. Карл Нільсен, найвеличніший композитор Данії, написав близько 100 творів, від струнних квартетів до опери. Він є автором чарівного хорального твору "Весна у Фюнені" (Фюнен - рідне місто Нільсена), концерту для кларнету з оркестром, за деякими оцінками одного з найгарніших витворів 20 сторіччя, шести симфоній, з яких наибільш відомі четверта "Невгасима" та п`ята.
У сучасну епоху культура Данії продовжує рухатися вперед. Кінематограф Данії привернув увагу чудовим фільмом "Бенкет Бабетти" та екранізацією книги данського автора Мартіна Андерсена Нексе "Пелле Завойовник". Кінорежисер Ларс фон Трієр очолює молоде покоління режисерів на міжнародній сцені кінематографу.

### Музика
Національна музика Данії до XII ст. обмежувалася жанрами народної творчості. Носіями її були бродячі музиканти-легери. При дворах феодалів служили скальди - співаки й поети. У XV-XVI стст. набуває розвитку придворне мистецтво (королівські капели), але музика позбавлена самобутності. Розвитку музики сприяли Музичне товариство (1744 р.) і Королівський оперний театр (1748 р.) у Копенгагені (композитори Ф. Кулау, Ф. Кунцен та інші). Основоположником сучасної національної композиторської школи був К. Нільсен. У Данії багато симфонічних оркестрів, 5 консерваторій, театри у всіх великих містах; проводяться різні конкурси, концерти. Дуже популярні клуби народних танців.

### Релігія і храмове будівництво
Християнство поширилося в Данії раніше, ніж в інших скандинавських країнах,- в Х столітті, і відповідно до цього почалося раніше храмове будівництво. У данському зодчестві виразно виражені два основних напрямки, в тій чи іншій мірі характерні для всіх скандинавських країн. Перший напрям представлено соборними будівлями у великих містах, споруджених здебільшого на основі зарубіжних зразків; до другого напряму слід віднести храмове зодчество у сільських віддалених місцях або місцевостях, де більшою мірою виявилися живучими старі традиції і де самобутні риси данської середньовічної архітектури знайшли більш чітке вираження. Характерні особливості обох названих напрямів вималювалися в романський період.
Головними спорудами цього часу є три великих пам'ятники - собори в Лунді, Віборг і Рібе. 

### Національні костюми
Традиційні костюми Данії варіюються від регіону до регіону і датуються 250 роками тому. Одяг був саморобним, з вовни або льону. Кольорова тканина була зроблена з рослинними барвниками. Жінки часто носили капот і шматок лляної тканини під ним, а також шарф, щоб тримати його на місці. Капот був зроблений з мережива або вишивки. Спідниці та підспідничники (носили під спідницями) були покриті фартухом з найтоншого шовку або вишитих тканин. Блузка і піджак завершували костюм. Часто блузка мала гачки і шнурки спереду з візерунками. Легкий шарф носили навколо шиї, щоб покрити плечі і горло.
Чоловічий одяг був зроблений в основному з вовни і льону теж. Проте, їх коліно штани були зроблені зі шкіри. Вони також носили домашні трикотажні білі вовняні панчохи, які досягли вище колін. Чоловіки носили кілька трикотажних виробів і кілька довгих сорочок і курток. Кнопки зроблені з олова і багаті данські чоловіки носили срібні ґудзики. І жінки, і чоловіки носили черевики. Чоловіки носили шкіряні халяви і чоловіки і жінки носили шкіряні туфлі з пряжками в передній частині.
Данці гордяться тим, що є надзвичайно сучасними людьми, тому надягання національних костюмів, традиційні народні фестивалі і дотримання старомодних обрядів не настільки популярні тут, як в більшості інших європейських країн. Туристи можуть відмітити, що данці - спокійні, розкуті, не схильні до надмірностей і терпимі до образу життя інших людей, відмінного від їх власного. У 1989 році Данія стала першою країною в Європі, в якій було дозволено офіційно укладати браки між людьми однакової статі, тим самим гомосексуали дістали такі ж можливості в створенні сім'ї, як і гетеросексуальні пари. Хюге - ще одна особливість способу життя данців. Це передбачає здатність відгородитися від турбот і проблем зовнішнього світу і зануритися в теплу інтимну атмосферу. Це слово відображає спосіб вирішення багатьох питань приватного життя, від облаштування будинків до пристрасті до маленьких кафе і пабів. Найкращим компліментом для господарів, що приймають гостей, буде вдячність за затишний вечір.  